# الأطباء المثليون أيرلندا
الأطباء المثليون أيرلندا (بالإنجليزية: Gay Doctors Ireland)‏ هي منظمة من الأطباء وطلاب الطب المثليين والمثليات ومزدوجي التوجه الجنسي والمتحولين جنسيا والمتحولين جنسيا في أيرلندا. تأسست في عام 2010 كأول جمعية أيرلندية للأطباء من مجتمع الميم.

## الهدف
منظمة الأطباء المثليون أيرلندا هي شبكة دعم تربوي ومهني واجتماعي للأطباء وطلاب الطب من مجتمع الميم. حظر الاجتماع العام الافتتاحي السنوي للمنظمة الطبيب جيسي إهرنفيلد من جامعة هارفارد.

## الأنشطة
ومن بين القضايا التي عالجتها المجموعة الحظر المثير للجدل الذي قامت به هيئة نقل الدم الأيرلندية على التبرع بالدم من قبل الرجال المثليين ومزدوجي التوجه الجنسي. في سبتمبر 2011، انتقدت منظمة الأطباء المثليون أيرلندا جهود النائب في مجلس النواب برايان والش لرفض جراحة إعادة تحديد الجنس للأشخاص المتحولين جنسيا.
في أبريل 2011، أعلنت منظمة الأطباء المثليون أيرلندا عن منحة سنوية للأبحاث الصحية حول المثليين لطلاب الطب، وهي الأولى من نوعها في أيرلندا.